# Operação München

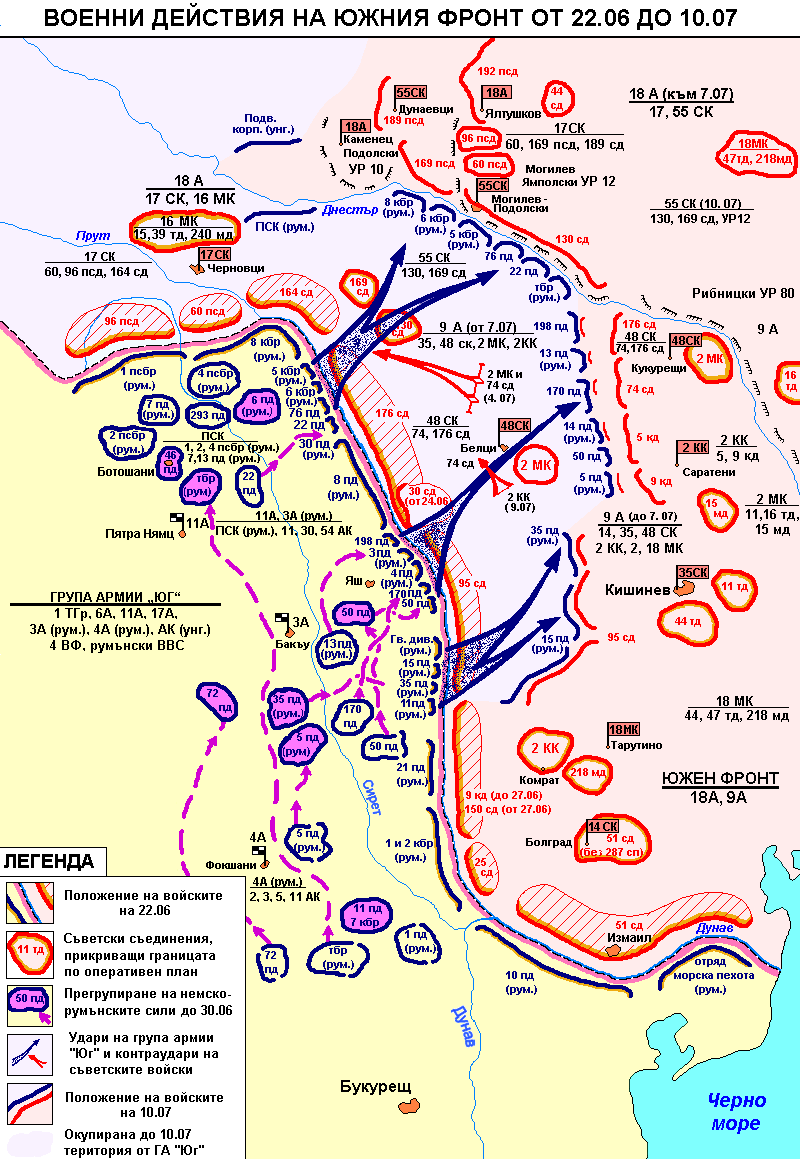
Operação München

A Operação München (em romeno: Operațiunea München) foi o codinome romeno de uma ofensiva conjunta alemã-romena durante a invasão alemã da União Soviética na Segunda Guerra Mundial, com o objetivo principal de recapturar a Bessarábia, a Bucovina do Norte e a região de Herța, cedidas pela Romênia à União Soviética um ano antes (ocupação soviética da Bessarábia e da Bucovina do Norte). A operação foi concluída com sucesso após 24 dias de combates. As formações do Eixo envolvidas incluíram o Terceiro e o Quarto Exércitos romenos e o Décimo Primeiro Exército alemão. A invasão foi seguida por um genocídio contra a população judaica da Bessarábia.
Unidades do 11º Exército Alemão construindo uma ponte flutuante sobre o rio Prut durante o avanço em direção a Uman. A ofensiva começou em 2 de julho, com as forças romenas avançando para o norte. Em 5 de julho, Tchernivtsi, a capital da Bucovina do Norte, foi capturada pelos 3º e 23º Batalhões Vânători de Munte. Em 16 de julho, Quixinau, a capital da Bessarábia, foi tomada após intensos combates pelas forças romenas lideradas pela 1ª Divisão Blindada Romena (Divizia 1 Blindată), equipada principalmente com 126 tanques leves R-2. Até 26 de julho, toda a região estava sob controle romeno-alemão. Em 17 de agosto, a Bessarábia e a Bucovina do Norte foram formalmente reintegradas ao estado romeno.

## Combates no sul da Bessarábia
As operações de combate no sul da Bessarábia foram algumas das mais complexas em toda a operação, envolvendo artilharia, navios de guerra, aviação, soldados e fuzileiros navais de ambos os lados. A Flotilha Soviética do Danúbio era composta por 5 monitores fluviais, 22 barcos motorizados armados e blindados e 7 barcos de varredura de minas. A Flotilha Romena do Danúbio tinha 7 monitores fluviais, mas menos, cerca de 4, pequenos barcos armados. Os combates neste setor da frente começaram dias antes da operação, com uma primeira escaramuça entre navios de guerra soviéticos e romenos em 23 de junho, quando as embarcações soviéticas tentaram romper o bloqueio naval romeno. Durante a noite de 9 e 10 de julho, os navios de guerra soviéticos aproveitaram a visibilidade reduzida e conseguiram escapar do bloqueio. Em 26 de junho, em apoio ao ataque ao mar em Constança, barcos blindados motorizados soviéticos desembarcaram tropas em Chilia Veche e capturaram a maior parte do 15º Batalhão de Infantaria Naval Romeno, resultando em perdas romenas de 468 soldados. Os remanescentes do batalhão, apoiados por um barco armado e dois barcos motorizados, conseguiram defender a Ilha Stipoc contra novos ataques soviéticos. O 17º Batalhão de Infantaria Naval Romeno conseguiu manter o setor de Periprava durante toda a Operação e nos dias anteriores, repelindo numerosos ataques soviéticos. Durante esse tempo, sua artilharia afundou também quatro barcos blindados soviéticos. Na noite de 22 a 23 de julho, o batalhão ocupou Tatarbunary. No final, as perdas da Flotilha Soviética do Danúbio totalizaram dois monitores fluviais danificados, cinco barcos blindados motorizados afundados e mais um danificado. Em 18 a 19 de julho, a Flotilha se retirou do Delta do Danúbio. Assim, em 22 de julho, os romenos ocuparam Reni, Izmail, Kilia e Vylkove.

## Combates navais
A formação naval romena envolvida na operação, o Grupo Tático de Tulcea, travou vários combates navais contra a Marinha Soviética. Essas batalhas resultaram no dano de dois monitores soviéticos e dois barcos blindados motorizados, além do afundamento de outro barco blindado motorizado. Os dois barcos de guerra soviéticos danificados foram resultado de uma ação que antecedeu a operação por vários dias.[carece de fontes?]

### Ação de 13 de julho
Em 13 de julho, o monitor romeno Mihail Kogălniceanu encontrou um monitor soviético perto da aldeia de Copana Balca. O monitor romeno atacou, acertando diretamente seu equivalente soviético. A embarcação de guerra soviética revidou sem resultado antes de se retirar.

### Ação de 14 de julho
Em 14 de julho, o Mihail Kogălniceanu atacou o monitor soviético Udarnyy em Ismael. Assim como no dia anterior, o monitor romeno acertou diretamente seu adversário soviético, apesar do intenso fogo de retorno. Udarnyy continuou atirando enquanto se retirava, mas novamente nenhum dano foi causado à embarcação de guerra romena.

### Ação ao largo de Isaccea
Em algum momento durante a Operação, barcaças armadas romenas bombardearam e afundaram um barco blindado motorizado ao largo de Isaccea.

## Combate aéreo
O primeiro combate aéreo romeno-soviético foi realizado pelo Subtenente Teodor Moscu da Escadrila 51. Voando sobre o sul da Bessarábia, seu Heinkel He 112 foi atacado por uma formação de cinco Polikarpov I-16. O piloto romeno derrubou rapidamente três deles, fazendo os outros dois recuarem. Oito aeronaves soviéticas adicionais foram abatidas durante esta batalha e outras 40 foram atacadas no solo, mas os romenos perderam 11 de suas próprias aeronaves para fogo terrestre soviético.
Em 12 de julho, em resposta a um poderoso contra-ataque do Exército Vermelho, os romenos reuniram uma frota aérea de 59 bombardeiros (principalmente de fabricação italiana e polonesa) escoltados por 54 caças (incluindo IAR-80s de fabricação romena). Esta força mista afastou os soviéticos dos céus antes de dizimar as forças terrestres soviéticas (artilharia, tropas, transportes e tanques). Em uma instância, o piloto do IAR-80, Vasile Claru, ficou sem munição depois de destruir três dos seis Polikarpovs que o perseguiam. Consequentemente, ele colidiu sua aeronave com um quarto avião, matando um vice-comandante de esquadrão soviético (M. Shamanov), mas Claru também não sobreviveu à queda.
No final, o contra-ataque soviético foi repelido com pesadas perdas. Até 26 de julho, os romenos estabeleceram a supremacia aérea sobre a Bessarábia e a Bucovina do Norte. Eles realizaram um total de 5.100 missões, reivindicando 88 aeronaves inimigas abatidas em combate aéreo, além de 108 destruídas no solo, ao custo de 58 de suas próprias aeronaves. Mais 59 aeronaves soviéticas foram abatidas pela artilharia antiaérea romena.